# Россаш (Арока)
Россаш (порт. Rossas; МФА: [ˈʁo.sɐʃ]) — парафія в Португалії, у муніципалітеті Арока. Розташована в західній частині країни, на теренах історичної португальської провінції Бейра. Входить до складу округу Авейру. За адміністративним поділом, чинним до 1976 року, терени парафії були складовою провінції Берегове Дору. Належить до Авейрівської діоцезії Католицької церкви. Патрон — Діва Марія. Площа — 11,1118 км². Населення — 1599 ос. (2011). Слабо урбанізований регіон. Густота населення — 143,9 осіб/км²
. Код — 010415.

## Географія

Арока (2013)
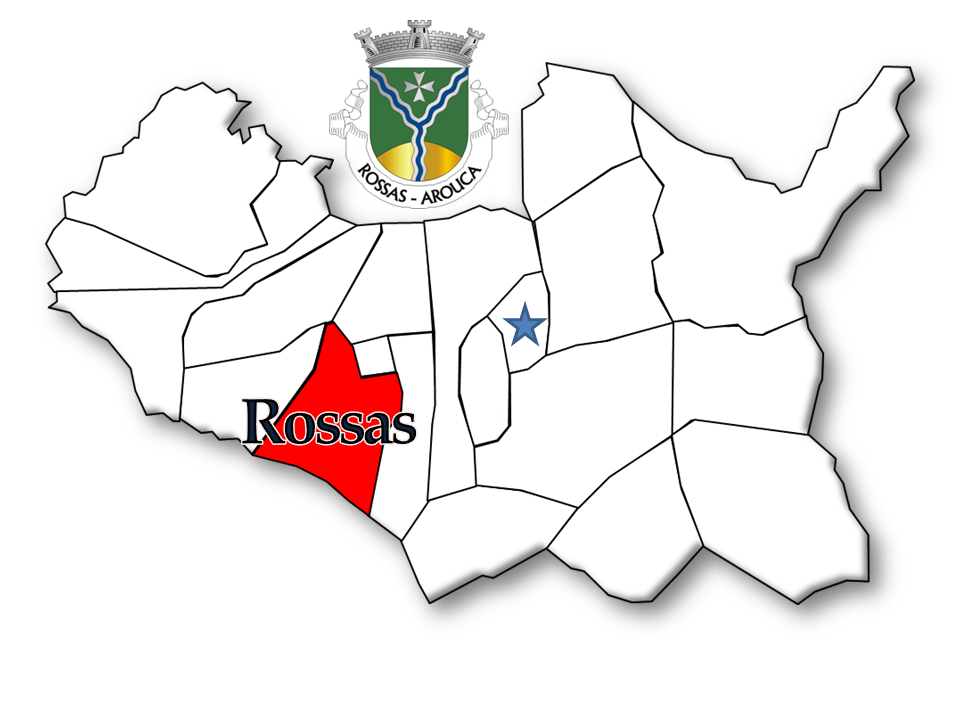
Россаш

## Населення
| Кількість мешканців | Кількість мешканців | Кількість мешканців | Кількість мешканців | Кількість мешканців | Кількість мешканців | Кількість мешканців | Кількість мешканців | Кількість мешканців | Кількість мешканців | Кількість мешканців | Кількість мешканців | Кількість мешканців | Кількість мешканців | Кількість мешканців |
| ------------------- | ------------------- | ------------------- | ------------------- | ------------------- | ------------------- | ------------------- | ------------------- | ------------------- | ------------------- | ------------------- | ------------------- | ------------------- | ------------------- | ------------------- |
| 1864                | 1878                | 1890                | 1900                | 1911                | 1920                | 1930                | 1940                | 1950                | 1960                | 1970                | 1981                | 1991                | 2001                | 2011                |
| 883                 | 938                 | 974                 | 976                 | 1.033               | 1.163               | 1.194               | 1.238               | 1.472               | 1.601               | 1.428               | 1.503               | 1.527               | 1.693               | 1.599               |